# Tempi verbali inglesi
Nella descrizione morfologica e funzionale dei tempi verbali inglesi, come per molte lingue indoeuropee si può certamente operare una generica classificazione in passato, presente e futuro.

## Caratteristiche generali
Alcune delle maggiori caratteristiche osservabili in tutto il sistema verbale inglese sono:
- la forte mancanza di flessività, ossia la mancanza di coniugazioni basate sulla persona e numero del verbo;
- la presenza ricorrente di forme cosiddette progressive, che sottolineano lo svolgimento "continuo e in atto" dell'azione, al passato, al presente o al futuro;
- la presenza ricorrente di forme cosiddette perfect, che uniscono due lassi di tempo diversi: il passato ad un punto nel presente (present perfect), il trapassato ad un punto successivo nel passato (past perfect), o il futuro ad un futuro prossimo (future perfect);
- la presenza costante di verbi ausiliari per la formulazione di frasi negative, domande, risposte brevi, tag questions e echo questions.

La mancanza di flessività rende il sistema verbale inglese morfologicamente semplice rispetto a quelli tipici delle lingue latine e slave. Infatti, solo il soggetto o il pronome personale bastano ad esprimere chi compie l'azione; di conseguenza, tutte le persone (con la sola eccezione della 3ª persona singolare del present simple) presentano la stessa forma verbale, senza desinenze personalizzate per ciascuna di esse.
Si confronti un breve esempio di coniugazione di un verbo regolare e di uno irregolare italiano al presente indicativo, e la coniugazione dello stesso verbo in inglese al present simple:
Parlo - parli - parla - parliamo - parlate - parlano
I speak - you speak - he/she/it speaks - we speak - you speak - they speak
Vado - vai - va - andiamo - andate - vanno
I go - you go - he/she/it goes - we go - you go - they go
La mancanza di flessività diviene invece totale nelle forme passate, nelle quali anche la 3ª persona singolare non viene più coniugata e non presenta più differenze rispetto alle altre persone grammaticali:
I spoke - she spoke
I went - he went
I talked - she talked
Di seguito un quadro di riepilogo dei tempi verbali.
| Tempo verbale                  | Forme | Traduzione in italiano                         |
| ------------------------------ | --- | ---------------------------------------------- |
| Present simple                 | A: He speaks N: He does not speak I: Does he speak? IN: Does he not speak?                                                             | A: Egli parla                                  |
| Present continuous             | A: He is speaking N: He is not speaking I: Is he speaking? IN: Is he not speaking?                                                     | A: Egli parla / Egli sta parlando              |
| Present perfect                | A: He has spoken N: He has not spoken I: Has he spoken? IN: Has he not spoken?                                                         |                                                |
| Present perfect continuous     | A: He has been speaking N: He has not been speaking I: Has he been speaking? IN: Has he not been speaking?                             |                                                |
| Simple past                    | A: He spoke N: He did not speak I: Did he speak? IN: Did he not speak?                                                                 | A: Egli parlava / Egli parlò / Egli ha parlato |
| Past continuous                | A: He was speaking N: He was not speaking I: Was he speaking? IN: Was he not speaking?                                                 | A: Egli stava parlando                         |
| Past perfect                   | A: He had spoken N: He had not spoken I: Had he spoken? IN: Had he not spoken?                                                         | A: Egli aveva parlato / Egli ebbe parlato      |
| Past perfect continuous        | A: He had been speaking N: He had not been speaking I: Had he been speaking? IN: Had he not been speaking?                             |                                                |
| Simple future                  | A: He will speak N: He will not speak I: Will he speak? IN: Will he not speak?                                                         | A: Egli parlerà                                |
| Future continuous              | A: He will be speaking N: He will not be speaking I: Will he be speaking? IN: Will he not be speaking?                                 | A: Egli starà parlando                         |
| Future perfect                 | A: He will have spoken N: He will not have spoken I: Will he have spoken? IN: Will he not have spoken?                                 | A: Egli avrà parlato                           |
| Future perfect continuous      | A: He will have been speaking N: He will not have been speaking I: Will he have been speaking? IN: Will he not have been speaking?     |                                                |
| Present subjunctive            | A: (that) he speak N: (that) he does not speak I: N/A IN: N/A                                                                          | A: (che) egli parli                            |
| Past subjunctive               | A: (if) he spoke N: (if) he did not speak I: N/A IN: N/A                                                                               | A: (se) egli parlasse / Egli abbia parlato     |
| Past perfect subjunctive       | A: (if) he had spoken N: (if) he had not spoken I: N/A IN: N/A                                                                         | A: (se) egli avesse parlato                    |
| Conditional                    | A: He would speak N: He would not speak I: Would he speak? IN: Would he not speak?                                                     | A: Egli parlerebbe                             |
| Conditional continuous         | A: He would be speaking N: He would not be speaking I: Would he be speaking? IN: Would he not be speaking?                             | A: Egli starebbe parlando                      |
| Conditional perfect            | A: He would have spoken N: He would not have spoken I: Would he have spoken? IN: Would he not have spoken?                             | A: Egli avrebbe parlato                        |
| Conditional perfect continuous | A: He would have been speaking N: He would not have been speaking I: Would he have been speaking? IN: Would he not have been speaking? |                                                |
| Imperative                     | Speak! | Parla!                                         |
| Infinitive                     | To speak | Parlare                                        |
| Perfect infinitive             | (To) have spoken | Avere parlato                                  |
| Present participle             | Speaking | Parlante                                       |
| Past participle                | Spoken | Parlato                                        |
| Simple gerund                  | Speaking | Parlando ( / Parlare / Avere parlato)          |
| Perfect gerund                 | Having spoken | Avendo parlato                                 |

## Comunicare al presente
Il presente in inglese si esprime attraverso due tempi:
- present simple;
- present continuous.

Mentre il present simple indica azioni con carattere di staticità e permanenza, il present continuous (come tutti i tempi denominati continuous) esprime azioni in corso o momentanee, e non permanenti o regolari come quelle espresse dal present simple.

### Present simple
Il present simple è una forma di presente di tipo statico: indica azioni con carattere di permanenza e di ricorrenza nel tempo, come nelle altre lingue europee.

#### Funzioni comunicative
Il present simple indica:
- azioni abitudinarie (routine);

I wake up at 7 every morning.
Mi alzo alle 7 tutti i giorni.
- generalizzazioni;

Children love chocolate.
I bambini amano la cioccolata.
- verità scientifiche;

Hot air rises.
L'aria calda sale.
- dati di fatto sempre veri;

I like pizza.
Mi piace la pizza.
- orari ed eventi programmati in modo fisso.

The train leaves tomorrow at 11:00 a.m.
Il treno parte domani alle 11.

#### Morfologia

##### Frase affermativa
Struttura: soggetto + forma base del verbo (+ -s alla 3ª persona singolare).
Nella frase affermativa, il present simple è costituito per tutte le persone dalla forma base del verbo (infinito senza to), a cui si aggiunge, alla 3ª persona singolare, una -s.
I walk (io cammino)
You walk
He/she/it walks
We walk
You walk
They walk
Nei verbi che terminano con -ch, -sh, -ss, -x, -z, -o, alla 3ª persona singolare si aggiunge invece -es.
He/she/it watches
Nei verbi che terminano in -y preceduta da consonante, la -y si sostituisce con una -i prima di aggiungere -es.
He/she/it tries
Fanno eccezione a questa regola i verbi to be (essere), have got (avere) e i modali, i quali assumono, per ciascuna persona, forme proprie irregolari, non derivate dalla forma base come osservato prima.

##### Frase negativa
Struttura: soggetto + do (does alla 3ª persona singolare) + not + forma base del verbo.
Nella frase negativa, alla forma base del verbo si precedono l'ausiliare do (does per la 3ª persona) e la negazione not. Essendo già do/does un marcatore della 3ª persona singolare, non si aggiunge più la desinenza -s al verbo, ossia la voce verbale rimane totalmente invariata. 
I do not (don't) walk (io non cammino)
You do not (don't) walk
He does not (doesn't) walk
She does not (doesn't) walk
It does not (doesn't) walk
We do not (don't) walk
You do not (don't) walk
They do not (don't) walk
Fra parentesi vi è la forma contratta (unione fra l'ausiliare do/does e la negazione not), che nel parlato e nello scritto informale è molto più usata della forma estesa. Fra le due c'è una differenza espressiva: la forma estesa pone una maggiore enfasi sulla negazione, mentre quella contratta la vede come meno importante.
Anche in questo caso i verbi to be (essere), have got (avere) e i modali fanno eccezione, poiché essi non fanno uso dell'ausiliare do/does per la formazione della frase negativa (ma anche di quella interrogativa e interrogativo-negativa, illustrate più avanti).

##### Frase interrogativa
Struttura: do (does alla 3ª persona singolare) + soggetto + forma base del verbo + ? (tono di domanda)
Per formulare la frase interrogativa, alla frase affermativa si precede il soggetto con l'ausiliare do (does per la 3ª persona), che quindi compare all'inizio della frase. Anche in questo caso non si fa più uso della desinenza -s alla 3ª persona singolare, essendo già l'ausiliare do/does un marcatore della 3ª persona.
Do I walk? (io cammino?)
Do you walk?
Does he walk?
Does she walk?
Does it walk?
Do we walk?
Do you walk?
Do they walk?

##### Frase interrogativo-negativa
Struttura: do (does alla 3ª persona singolare) + soggetto + not + forma base del verbo.
Per formulare la frase interrogativo-negativa, alla frase interrogativa si aggiunge, dopo il soggetto, la negazione not. Come per la frase negativa, sono molto comuni le forme contratte don't/doesn't.
Do I not (Don't I) walk? (io non cammino?)
Do you not (Don't you) walk?
Does he not (Doesn't he) walk?
Does she not (Doesn't she) walk?
Does it not (Doesn't it) walk?
Do we not (Don't we) walk?
Do you not (Don't you) walk?
Do they not (Don't they) walk?

### Present continuous
Il present continuous, come per tutte le forme cosiddette progressive dei tempi verbali inglesi, enfatizza il corso, la momentaneità e la durata di un'azione anziché la sua staticità o regolarità. Come conseguenza di tale caratteristica semantica, esso non è quasi mai associato a verbi che esprimono stati anziché attività, come be, know, believe, forget, understand, ecc.

#### Funzioni comunicative
Il present continuous indica in inglese un'azione che si sta svolgendo nel momento, oppure nel periodo in cui si parla. Può anche indicare un futuro programmato. Normalmente corrisponde alla perifrasi italiana stare + gerundio, ma anche al presente indicativo italiano.
I am playing cards with my friends.
Gioco/Sto giocando a carte con i miei amici.
You are reading Wikipedia.
Stai leggendo Wikipedia.
Look! It's raining!
Guarda! Piove/Sta piovendo!

#### Morfologia
Per la formulazione del present continuous si ricorre all'ausiliare be coniugato al present simple, seguito dal verbo in -ing form, che consiste, con lievi variazioni morfologiche per alcuni casi, nell'aggiungere la desinenza -ing alla forma base del verbo (es: walk → walking).
I am walking.

##### Frase affermativa
Struttura: soggetto + present simple dell'ausiliare be + verbo in -ing form (forma base del verbo + -ing).
I am (I'm) walking (io sto camminando/cammino)
You are (You're) walking
He is (He's) walking
She is (She's) walking
It is (It's) walking
We are (We're) walking
You are (You're) walking
They are (They're) walking

##### Frase negativa
Struttura: soggetto + present simple dell'ausiliare be + not + verbo in -ing form.
I am not (I'm not) walking (io non sto camminando/cammino)
You are not (You're not/You aren't) walking
He is not (He's not/He isn't) walking
She is not (She's not/She isn't) walking
It is not (It's not/It isn't) walking
We are not (We're not/We aren't) walking
You are not (You're not/You aren't) walking
They are not (They're not/They aren't) walking

##### Frase interrogativa
Struttura: present simple dell'ausiliare be + soggetto + verbo in -ing form.
Am I walking? (io sto camminando/cammino?)
Are you walking?
Is he walking?
Is she walking?
Is it walking?
Are we walking?
Are you walking?
Are they walking?

##### Frase interrogativo-negativa
Struttura: present simple dell'ausiliare be + soggetto + not + verbo in -ing form.
Am I not walking? (io non sto camminando/cammino?)
Are you not (Aren't you) walking?
Is he not (Isn't he) walking?
Is she not (Isn't she) walking?
Is it not (Isn't it) walking?
Are we not (Aren't we) walking?
Are you not (Aren't you) walking?
Are they not (Aren't they) walking?

## Comunicare al passato
Il passato nella lingua inglese non è descritto come il passato nella lingua italiana. Per usare la forma adatta all'azione che si vuole esprimere, bisogna infatti considerare diverse funzioni comunicative espresse attraverso diversi tempi inglesi passati.
In inglese si raccontano eventi passati collocando l'azione in:
- un tempo concluso (past simple);
- un tempo concluso ma con l'idea della durata e del progresso dell'azione in quel momento/periodo (past continuous);
- un tempo precedente a un'altra azione nel passato (past perfect);
- a quest'ultimo uso si aggiunge inoltre il racconto di un'azione in corso nel passato, che è stata interrotta da un'altra situazione nuova (past perfect continuous).

Mentre questi quattro tempi sono tecnicamente classificati come 'passati', ne esistono in inglese altri che esprimono collegamenti col passato, ma che non sono tempi 'passati': sono - come le stesse denominazioni suggeriscono - il present perfect e il present perfect continuous, trattati a parte in quanto tempi verbali che collegano il passato col presente.

### Past simple

#### Funzioni comunicative
Con past simple indichiamo un'azione avvenuta in un passato definito e concluso, che non stiamo in alcun modo collegando al presente. Parlando al past simple, collochiamo sempre l'azione (in modo espresso o indiretto) in un arco temporale concluso (1 minute ago, yesterday, last week, this morning, ecc.).

#### Morfologia

##### Frase affermativa
Struttura: soggetto + 2ª voce del paradigma del verbo (forma base del verbo + -ed).
Per formulare il past simple nella frase affermativa, si ricorre alla 2ª voce del paradigma verbale, che consiste, per tutti i verbi regolari (la maggioranza), nell'aggiunta della desinenza -ed alla forma base del verbo (es: I walk → I walked). A differenza del present simple, il verbo rimane invariato per tutte le persone, senza l'aggiunta di desinenze personalizzate per la 3ª persona singolare.
I walked (io camminavo/camminai/ho camminato)
You walked
He/she/it walked
We walked
You walked
They walked
Per quanto riguarda i verbi irregolari, essi presentano una 2ª voce del paradigma (e, più in generale, il paradigma nel complesso) che non può essere dedotto in base alla stessa regola applicata ai verbi regolari (aggiunta del suffisso -ed alla forma base). È quindi necessario conoscerli singolarmente. Si osservi la 2ª voce del paradigma di alcuni verbi irregolari fra i più comuni.
- bring → brought
- teach → taught
- think → thought
- drink → drank
- ring → rang
- sing → sang
- drive → drove
- ride → rode
- write → wrote
- see → saw

Una volta imparato a memoria il paradigma di un verbo irregolare, la sua coniugazione al past simple diviene lampante.
I saw (io vedevo/vidi/ho visto)
You saw
He/she/it saw
We saw
You saw
They saw

##### Frase negativa
Struttura: soggetto + did + not + forma base del verbo.
Per le frasi negative, interrogative e interrogativo-negative si ricorre - in modo del tutto analogo al present simple - all'ausiliare did (past simple di do/does), seguito dalla negazione not, mentre il verbo torna alla forma base (non si ricorre più alla 2ª voce del paradigma verbale).
I did not (didn't) walk (io non camminavo/camminai/ho camminato)
You did not (didn't) walk
He/she/it did not (didn't) walk
We did not (didn't) walk
You did not (didn't) walk
They did not (didn't) walk

##### Frase interrogativa
Struttura: did + soggetto + forma base del verbo.
Did I walk? (io camminavo/camminai/ho camminato?)
Did you walk?
Did he/she/it walk?
Did we walk?
Did you walk?
Did they walk?

##### Frase interrogativo-negativa
Struttura: did + soggetto + not + forma base del verbo.
Did I not (Didn't I) walk? (io non camminavo/camminai/ho camminato?)
Did you not (Didn't you)walk?
Did he/she/it not (Didn't he/she/it) walk?
Did we not (Didn't we) walk?
Did you not (Didn't you) walk?
Did they not (Didn't they) walk?

#### Ilpast simpleed i tempi passati in italiano: osservazioni comparative
Il past simple può corrispondere ai seguenti tempi italiani:
- imperfetto;

When I was very young.
Quando ero molto piccola.
Quando il verbo indica attività anziché stato, l'imperfetto italiano è reso in modo più naturale con used to o con would in inglese:
Dad used to/would often take me to the merry-go-round.
Papà mi portava spesso alla giostra.
- passato remoto;

He asked her whether she was Italian or English.
Le chiese se fosse italiana o inglese.
- passato prossimo.

Columbus discovered America in the 15th Century.
Colombo ha scoperto l'America nel '400.
Il passato prossimo, che in italiano moderno è usato più spesso del passato remoto, corrisponde molto frequentemente al past simple inglese.

### Past perfect
È una combinazione dell'aspetto del perfetto (marcato dall'uso del past participle, corrispondente alla 3ª voce del paradigma verbale) e del passato (marcato dall'uso di had, ossia il past simple di have). È uno dei tempi perfetti, come il present perfect, il future perfect e il conditional perfect.

#### Funzioni comunicative
Il past perfect è il tempo utilizzato per indicare un'azione antecedente rispetto a un'altra, e corrisponde al tempo piuccheperfetto latino. L'azione seguente può essere esplicita (nella stessa frase) oppure essere implicita (non nella stessa frase, ma deducibile da altre o dal contesto).
Diversamente dal present perfect, può essere utilizzato con un avverbio che specifichi l'arco temporale dell'avvenimento. Per esempio, è giusto dire I had done it the previous Friday, mentre con il present perfect non è possibile con un simile avverbio di tempo: I have done it last Friday (l'uso di last Friday che specifica il tempo passato richiede l'uso del past simple piuttosto che il present perfect).
Mary rang John's doorbell at 8:15 yesterday but John had already left the house.
Mary ha suonato il campanello di John ieri alle 8:15 ma John aveva già lasciato la casa.

#### Morfologia
Per la formazione del past perfect si ricorre all'ausiliare had (past simple di have), seguito dal past participle, corrispondente alla 3ª voce del paradigma verbale. Nei verbi regolari, esso coincide con la 2ª voce (forma base del verbo + -ed). I verbi irregolari presentano invece una forma propria del past participle, diversa per di più dalla 2ª voce del paradigma, che non può essere dedotta dalla loro forma base come nel caso dei regolari. Si osservi il past participle di alcuni verbi irregolari fra i più comuni.
- bring : brought
- teach : taught
- think :  thought
- drink : drunk
- ring:  rung
- sing : sung
- drive : driven
- ride : ridden
- write : written
- see : seen

Una volta imparato a memoria il paradigma di un verbo irregolare, la sua coniugazione al past perfect diviene lampante.
I had seen (io vidi/avevo visto/ebbi visto)
You had seen
He/she/it had seen
We had seen
You had seen
They had seen

##### Frase affermativa
Struttura: soggetto + had + 3ª voce del paradigma (past participle).

##### Frase negativa
Struttura: soggetto + had + not + 3ª voce del paradigma (past participle).

##### Frase interrogativa
Struttura: had + soggetto + 3ª voce del paradigma (past participle).

##### Frase interrogativo-negativa
Struttura: had + soggetto + not + 3ª voce del paradigma (past participle).

### Past perfect continuous
Il past perfect continuous è simile al past perfect, ma rispetto ad esso comunica maggiormente l'idea della durata e della lunghezza dello stesso tipo di azioni espresse dal past perfect. A differenza di quest'ultimo, non ha un equivalente morfologico nella lingua italiana, e corrisponde spesso al trapassato prossimo.

#### Funzioni comunicative
Il past perfect continuous indica:
- un evento avvenuto in modo continuo prima di un certo evento nel passato;

When John found his sister, who had got lost earlier, he noticed she had been crying.
Quando John trovò sua sorella, che si era persa prima, notò che aveva pianto.
- un evento avvenuto in modo continuo, evento del quale abbiamo potuto osservare gli effetti in un certo momento del passato;

When I went out yesterday morning, the ground was wet. It had been raining all night.
Quando sono uscito ieri mattina il terreno era bagnato. Era piovuto tutta la notte.
- la condizione, in forma progressive, nel periodo ipotetico di terzo tipo.

If you had been following the lesson, you would have got/gotten(Usa) a better mark.
Se fossi stato a seguire la lezione, avresti preso un voto più alto.

#### Morfologia
Struttura: soggetto + had + been + verbo in -ing form.
I had been crying (io stavo piangendo)
You had been crying
He/she/it had been crying
We had been crying
You had been crying
They had been crying

## Collegare il passato con il presente

### Present perfect

#### Funzioni comunicative
Il present perfect è un tempo verbale che collega il passato con il presente nelle modalità seguenti:
- parlare al presente di un evento/situazione iniziati nel passato, in relazione comunque ad un arco di tempo non concluso;

She has had too many boyfriends in her life.
I have been to the cinema this week.  (La settimana non è ancora terminata)
- dar rilievo agli effetti/risultati nel presente di un'azione passata senza riferirsi a quando è accaduta o recentemente terminata;

I have finished my painting at last. Come and see it!
I have written the report you asked. Do you want me to send it via e-mail?
- in base ad entrambe le definizioni di cui sopra, si deve usare il present perfect per parlare di esperienze o situazioni riferite al soggetto della frase occorse nella sua vita presente e senza posizionarle in un momento preciso del passato.

I have taught English to students of all ages.
Come si può osservare, l'azione è collocata in un arco di tempo non concluso (nell'esempio: "la mia vita"). Di conseguenza, l'azione non è collocata in un momento preciso del passato in cui si è svolta (past simple) ma in un arco temporale non terminato. Non si specifica in quale tempo del passato, perché questo collocherebbe l'azione in un momento concluso espresso da un tempo 'finito' come il past simple.
I taught English to students of all ages from 1998 to 2005.
- quando si vuole esprimere la durata di un'azione/situazione cominciata nel passato e ancora in corso; in tali casi si usa for (che nella fattispecie sarà tradotto come "da" in Italiano) per esprimere la misura della durata in unità temporali (es: secondi, minuti, anni ) e since (in questa circostanza tradotto come "dal" o "da" preposizione semplice o congiunta con i vari articoli determinativi in Italiano) per esprimere invece quando precisamente è cominciata (es: da Gennaio, dalla scorsa settimana, dal 1989 ecc...)

I have known him for two years.
Lo conosco da due anni.
I have known him since 2009.
Lo conosco dal 2009.
He has been dead for 15 years.
È morto da 15 anni.
He has been dead since 1999.
Non è più in vita dal 1999.
L'espressione della durata è l'unico caso di utilizzo del present perfect tradotto in Italiano con l'Indicativo Presente, gli altri casi sono tradotti con il Passato Prossimo.

Il present perfect si colloca spesso alcuni avverbi.
Ever (nelle domande), never (nelle risposte negative), recently vanno sempre tra l'ausiliare e il participio:
Have you ever been to Paris?
I have never been to Paris.
She has recently published many interesting books.
Lately e now  inseriti alla fine del periodo 
It has been very hot lately in Italy.
We have lived in this house for very long now.
Already (nel senso di già; azione già avvenuta) e just (appena; azione appena avvenuta), in frase affermativa, vanno tra il verbo ausiliare e participio:
I have already had lunch.
I have just had lunch.
Yet (non ancora; azione non ancora avvenuta), usato in frase negativa o interrogativa; si situa dopo il present perfect e alla fine di una frase, oppure, meno comunemente, tra l'ausiliare e il participio.
She hasn't arrived yet/She hasn't yet arrived.
Has she arrived yet?
Indipendentemente da ciascuna di queste funzioni comunicative, si ribadisce che il present perfect colloca sempre un'azione o uno stato in un arco di tempo non concluso o in un momento non di interesse:
- Arco di tempo concluso: yesterday, five minutes ago, last week, this morning (se, ad esempio, ora è pomeriggio);
- Arco di tempo non concluso: today, over the last two hours, this week, this morning (se, ad esempio, ora sono le 10 del mattino).

#### Morfologia
Per la formazione del present perfect si ricorre all'ausiliare have (has alla 3ª persona singolare), seguito dal past participle, corrispondente alla 3ª voce del paradigma verbale. Nei verbi regolari, esso coincide con la 2ª voce (forma base del verbo + -ed). I verbi irregolari presentano invece una forma propria del past participle, diversa per di più dalla 2ª voce del paradigma, che non può essere dedotta dalla loro forma base come nel caso dei regolari. Si osservi il past participle di alcuni verbi irregolari fra i più comuni.
- bring → brought
- teach → taught
- think → thought
- drink → drunk
- ring → rung
- sing → sung
- drive → driven
- ride → ridden
- write → written
- see → seen

Una volta imparato a memoria il paradigma di un verbo irregolare, la sua coniugazione al present perfect diviene lampante.
I have seen (io ho visto)
You have seen
He/she/it has seen
We have seen
You have seen
They have seen

##### Frase affermativa
Struttura: soggetto + have (has nella 3ª persona singolare) + past participle.
She has gone to the shop.

##### Frase negativa
Struttura: soggetto + have (has nella 3ª persona singolare) + not + past participle.
She hasn't gone to the shop.

##### Frase interrogativa
Struttura: have (has nella 3ª persona singolare) + soggetto + past participle.
Has she gone to the shop?

##### Frase interrogativo-negativa
Struttura: have (has nella 3ª persona singolare) + not + soggetto + past participle.
Hasn't she gone to the shop?

#### Present perfect e tempi italiani: osservazioni comparative
In italiano, le frasi con un present perfect (o nella sua forma continuous) sono spesso frasi al presente indicativo:
I have lived in Catania for 10 years.
Vivo a Catania da 10 anni.
I have been studying English for a long time.
Studio l'inglese da molto tempo.
Il passato prossimo italiano non sempre corrisponde al present perfect inglese. Vi sono alcuni casi in cui corrispondono:
She has had too much trouble in her life.
Lei ha avuto troppi guai nella sua vita.
Ma, molto spesso, non corrispondono:
Do you know I visited London last Saturday?
Sai che ho visitato Londra sabato scorso?
L'ausiliare italiano essere (usato per i verbi di stato e di moto) non si rende nel present perfect inglese con il verbo to be, ma si usa sempre, come si è già osservato, il verbo to have:
I have arrived!
Sono arrivato!
She has been to the hospital.
È stata all'ospedale.
Non si può dire pertanto I am arrived o She is been to the hospital.

### Present perfect continuous
Questo tempo verbale, se scelto nella frase, sottolinea maggiormente "da quanto tempo" si fa un'azione, enfatizzandone la durata.
Spesso i due tempi (present perfect e present perfect continuous) sono utilizzati indifferentemente nell'inglese naturale di tutti i giorni.
She hasn't played basketball for ages.
She hasn't been playing basketball for ages.
Queste due frasi, specialmente nel parlato naturale, sono quasi intercambiabili; i due tempi si usano spesso in maniera spontanea e non pianificata, anche se talora si preferisce usare la prima costruzione per indicare un punto di vista permanente e la seconda uno temporaneo.
I haven't studied English for ages/I haven't been studying English for ages (Non studio l'inglese da una vita).
My sister has lived/has been living in Turin for six months (Mia sorella vive a Torino da sei mesi).
They've been playing/they have played football since last year (Loro giocano a calcio dall'anno scorso).

#### Morfologia

##### Frase affermativa
Struttura: soggetto + have (has nella 3ª persona singolare) + been + verbo in -ing form.

##### Frase negativa
Struttura: soggetto + have (has nella 3ª persona singolare) + not + been + verbo in -ing form.

##### Frase interrogativa
Struttura: have (has nella 3ª persona singolare) + soggetto + been + verbo in -ing form.

##### Frase interrogativo-negativa
Struttura: have (has nella 3ª persona singolare) + soggetto + not + been + verbo in -ing form.

### Present perfect simple/continuouse verbi modali
In inglese i verbi modali devono essere sempre seguiti dal verbo alla forma base (infinito senza to). Proprio per questo, il present perfect (simple e continuous) è l'unico tempo verbale che si può legare a questi verbi particolari creando una sorta di present perfect di questi ultimi che non sarebbe possibile ottenere diversamente. Ad esempio:
She may/might have stolen the painting.
Lei può/potrebbe aver rubato il quadro.
You must have done that!
Devi averlo fatto tu!
He can't have left so early.
Non può essere andato via così presto.
I could have done more for them.
Avrei potuto aver fatto di più per loro / Potrei aver fatto di più per loro.
You ought to/should have been there with us!
Saresti dovuto essere con noi!
We would have bought that book.
Avremmo comprato quel libro.
Confrontando le stesse frasi senza il present perfect ci si rende conto dell'utilità di questo tempo verbale insieme ai verbi modali:
She may/might steal the painting.
Lei può/potrebbe rubare il quadro.
You must do that!
Devi farlo tu!
He can't leave so early.
Non può andare via così presto.
I could do more for them.
Potrei fare di più per loro.
You ought to/should be there with us!
Dovresti essere con noi!
We would buy that book.
Compreremmo quel libro.
È possibile creare la stessa forma non tutti i verbi modali con il present perfect continuous (Questa forma non ha equivalenti veri e propri in italiano) esprimendo quindi il prolungarsi dell'azione nel tempo. Ad esempio:
She may/might have been stealing the painting
Lei potrebbe essere stata a rubare il quadro.
You must have been doing that!
He can't have been going to the library.
I could have been doing more for them.
You should/ought to have been being with us! (questa forma è possibile, ma rara)
We would have been buying that book.
Saremmo stati a comprare quel libro.
Questa forma si sostituisce spesso in italiano con a/ad davanti al verbo all'infinito, in altri casi invece non ha alcun equivalente nella nostra lingua ma è possibile in quella inglese.

## Comunicare al futuro
Esistono, nella lingua inglese, diverse forme di tempo futuro:
- present continuous for future arrangements, per esprimere azioni future già pianificate, sicure e certe;

I am eating out with my friends tonight.
- be going to, per esprimere intenzioni, previsioni certe, basate su elementi concreti e tangibili o basate su ciò che si vede (essere sul punto di fare qualcosa/stare per);

I'm going to buy a new pair of shoes.
It's going to rain.
- future simple, per esprimere previsioni incerte, basate su elementi meno concreti e meno tangibili; decisioni prese nel momento in cui si parla;

I think Italy will be much better in a decade.
I like everything on this menu, but I'll have roast potatoes with artichoke salad.
- future continuous, per esprimere che l'azione si prolungherà per un certo lasso di tempo nel futuro;

Tomorrow at 5:00? No, I will be exercising at the gym... you'd better call me later.
Nell'esempio, l'azione durerà per un certo lasso di tempo (io andrò in palestra alle 4:00 e ci starò fino alle 8:00, di conseguenza alle 5:00 starò facendo esercizio lì).
- future perfect, per esprimere un'azione che sarà completata entro un certo momento del futuro;

By 2050, a quarter of the world's population will have become vegetarian.
I will have bought Kevin's present by tomorrow evening!
- future perfect continuous, per esprimere il lasso di tempo per cui un'azione iniziata nel passato sarà durata fino ad un preciso momento del futuro.

In 2020, we will have been living in Bologna for 20 years.
I will have been having the driving license for 2 years tomorrow.

### Future simple

#### Funzioni comunicative
Il future simple, noto anche come futuro con will, esprime una previsione basata unicamente su supposizioni personali, o su elementi non certissimi e non comprovabili nel momento in cui si parla.
My horoscope says: you will soon meet the love of your life.
Una previsione basata su elementi certi, evidenti ed inequivocabili, si esprime invece con l'espressione going to.
Look at those dark clouds: it's going to rain.
Il grado di certezza di una previsione dipende anche dal parlante. Un esperto in una data materia può ritenere le sue previsioni certissime e quindi usare going to, laddove noi utilizzeremmo il future simple (futuro con will) in quanto le nostre previsioni sono meno attendibili/certe delle sue.
Italians will get richer over the next couple of years.
Italians are going to get richer over the next couple of years.
Proprio per questo suo carattere (prevalente) di "previsione incerta", il future simple si usa:
- con i verbi di opinione;

I think I'll study medicine when I grow up.
- con i verbi che esprimono dubbi;

I doubt she'll succeed: she doesn't work hard enough.
- con i verbi che esprimono speranza;

I hope she'll make it: she works hard and she deserves it.
- con espressioni dubitative come perhaps, maybe;

I don't know. Perhaps they will decide soon.
- per esprimere una decisione presa nel momento in cui parliamo, e non prima;

I'll have the veg pizza, with courgettes and aubergines please.
So you don't want to do the cooking? Ok, I'll do it for you.
Si noti, nella seconda frase, come spesso una decisione presa nel momento in cui parliamo coincide con una tipica funzione comunicativa del future simple, ovvero l'offrirsi di fare qualcosa.
- per enfatizzare la determinazione che abbiamo nel portare a compimento una certa intenzione;

I will succeed, I promise! No matter what, I will.
- per sottolineare il fatto che non possiamo cambiare uno stato di cose;

Can you send me the assistance? I have tried several times, but my car just won't start.
- per sottolineare che uno stato di cose sarà sicuramente così per deduzione logica basata sull'esperienza.

Call Mary at around 8:00. She'll be home then, I always call her at that time.

#### Morfologia

##### Frase affermativa
Struttura: soggetto + will + forma base del verbo ('ll).
He will write.
He'll write.

##### Frase negativa
Struttura: soggetto + will + not + forma base del verbo (won't).
He will not write.
He won't write.

##### Frase interrogativa
Struttura: will + soggetto + forma base del verbo.
Will he write?

##### Frase interrogativa negativa
Struttura: will + soggetto + not + forma base del verbo (won't).
Will he not write?
Won't he write?

### Future continuous
Il future continuous si usa per esprimere un'azione che si prolungherà per un certo lasso di tempo nel futuro.
Tomorrow at 5.00 PM? No, I will be exercising at the gym.
Domani alle cinque di pomeriggio? No, mi starò esercitando in palestra.

#### Morfologia

##### Frase affermativa
Struttura: soggetto + will/shall + be + verbo in -ing form.

##### Frase negativa
Struttura: soggetto + will/shall + not + be + verbo in -ing form.

##### Frase interrogativa
Struttura: will/shall + soggetto + be + verbo in -ing form.

##### Frase interrogativo-negativa
Struttura: will/shall + soggetto + not + be + verbo in -ing form.

### Future perfect
Il future perfect si usa per parlare di un'azione che terminerà prima di/entro un momento specifico nel futuro.
I will have finished by the end of the week.
Questo tipo di futuro si osserva spesso con le preposizioni:
- by (entro un momento preciso del futuro): by tomorrow, by Christmas, by 2014, ecc.;
- within (entro un lasso di tempo futuro): within 2 weeks, within 3 months, within a decade, ecc.;
- in (fra): in 30 minutes, ecc.

#### Morfologia

##### Frase affermativa
Struttura: soggetto + will/shall + have + past participle.

##### Frase negativa
Struttura: soggetto + will/shall + not + have + past participle.

##### Frase interrogativa
Struttura: will/shall + soggetto + have + past participle.

##### Frase interrogativo-negativa
Struttura: will/shall + soggetto + not + have + past participle.

### Future perfect continuous
Il future perfect continuous si usa per evidenziare l'aspetto continuativo di un'azione futura.
He will be tired because he will have been working all morning.

#### Morfologia

##### Frase affermativa
Struttura: soggetto + will/shall + have + been + verbo in -ing form.

##### Frase negativa
Struttura: soggetto + will/shall + not + have + been + verbo in -ing form.

##### Frase interrogativa
Struttura: will/shall + soggetto + have + been + verbo in -ing form.

##### Frase interrogativo-negativa
Struttura: will/shall + soggetto + not + have + been + verbo in -ing form.